# Berveni
Berveni (húngaro: Börvely) es una comuna de 3.476 habitantes, situada en el distrito de Satu Mare, Rumanía. Está compuesto por dos aldeas, Berveni y Lucăceni.

## Demografía
Grupos étnicos (2002):
- Rumanos (33,14 %)
- Húngaros (62,42 %)

- Datos: Q5063296
- Multimedia: Berveni commune, Satu Mare / Q5063296

1. ↑  Worldpostalcodes.org,código postal n.º 447050.